# Euratella salmacidis
Euratella salmacidis är en ringmaskart som först beskrevs av Jean Louis René Antoine Édouard Claparède 1869.  Euratella salmacidis ingår i släktet Euratella och familjen Sabellidae. Inga underarter finns listade i Catalogue of Life.